# Sencenac-Puy-de-Fourches
Sencenac-Puy-de-Fourches är en kommun i departementet Dordogne i regionen Nouvelle-Aquitaine i sydvästra Frankrike. Kommunen ligger i kantonen Brantôme som tillhör arrondissementet Périgueux. År 2018 hade Sencenac-Puy-de-Fourches 238 invånare.

## Befolkningsutveckling
Antalet invånare i kommunen Sencenac-Puy-de-Fourches
Referens:INSEE